# Wakinosaurus satoi
Wakinosaurus satoi es la única especie conocida del género dudoso extinto  Wakinosaurus  (“lagarto de Wakino”) de dinosaurio terópodo carnosaurio, que vivió a finales del período Cretácico, hace aproximadamente entre 135 y 130 millones de años, durante el Hauteriviense y Barremiense, en lo que es hoy Asia. Encontrado en la Formación Sengoku, en el área de Wakino al norte de la Isla de Kyushu, Japón. La especie tipo, W. satoi, fue descrita por Okazaki en 1992, a partir de un único diente. 
Solo se conoce un diente de este dinosaurio, lo cual, no es suficiente evidencia fósil para considerarlo un género válido, hace que, por lo tanto, se le considere un nomen dubium
En 1990 Masahiro Sato en Fukuoka encontró el diente de un terópodo. El mismo año, Yoshihiko Okazaki informó por primera vez sobre el hallazgo. En 1992 Okazaki nombró a la especie tipo Wakinosaurus satoi. El nombre genérico se refiere al Subgrupo Wakino del Grupo Kwanmon, del cual es miembro la Formación Sengoku. El nombre de la especie honra a Sato.
El espécimen holotipo es KMNH VP 000,016, un único diente dañado, cuya corona debe haber tenido unos siete centímetros de longitud. La longitud de su base es de 32.9 milímetros, mientras que la anchura de la base llega a 10.4 milímetros. Tiene cerca de treinta dentículos en cada cinco milímetros.
Wakinosaurus fue descrito inicialmente como un megalosáurido pero más adelante se lo consideró como un nomen dubium y un neoterópodo indeterminado. El diente del holotipo es parecido a una hoja con un fino borde aserrado en ambos bordes y de acuerdo con Okazaki, es parecido a los dientes de "Prodeinodon" kwangshiensis, el cual también es un taxón dudoso basado en dientes. En 2020, se sugirió que Wakinosaurus podría ser de un terópodo carcarodontosáurido basal, similar a Acrocanthosaurus.